# Offensive du Nord de l'Ukraine
Invasion de l'Ukraine par la Russie de 2022
Guerre du Donbass
Batailles
Offensive de Kiev (Jytomyr, Kiev) : 
- 1re Hostomel
- Tchernobyl
- Ivankiv
- Kiev
- 2e Hostomel
- Vassylkiv
- Boutcha
- Irpin
  - Bombardement de réfugiés
- Jytomyr
- Mochtchoun
- Makariv
- Brovary

Offensive du Nord (Tchernihiv, Soumy) :
- Hloukhiv
- Slavoutytch
- Bombardements
- Soumy
- Trostianets
- Tchernihiv
- Okhtyrka
- Lebedyn
- Konotop
- Romny
- Desna
- Escarmouches frontalières

Russie  (Briansk, Belgorod) :
- Incursions en Russie occidentale
  - Oblast de Briansk
  - Oblasts de Belgorod et de Koursk
    - Incursions de 2024

  - Bombardement de Belgorod
- Oblast de Koursk (août 2024)

Campagne de l'Est (Donetsk, Louhansk, Kharkiv)
Kharkiv :
- 1re Kharkiv
  - Tchouhouïv
  - Bombardements : en février
  - en mars
  - en avril
  - du bâtiment administratif
- Izioum
- 2e Kharkiv
  - Balaklia
  - 1re Koupiansk
  - Chevtchenkove
- 3e Kharkiv

Nord du Donbass:
- Starobilsk
- Sloviansk
  - Dovhenke
  - 1re Lyman
  - Sviatohirsk
  - Bohorodychne et Krasnopillia
  - Bombardements : Bilohorivka
  - Kramatorsk
- Sievierodonetsk
  - Kreminna
  - Donets
  - Roubijné
  - Popasna
  - Tochkivka
  - Massacre
- Lyssytchansk
- 2e Kharkiv
  - Balaklia
  - 1re Koupiansk
  - Chevtchenkove
  - 2e Lyman
- Oblast de Louhansk
  - Ligne Svatove-Kreminna
  - Serebryansky
  - 2e Koupiansk

 Centre du Donbass:
- Horlivka
- Popasna
- Svitlodarsk
- Bakhmout
  - Soledar
- Siversk
- Tchassiv Iar
- Toretsk
- Kourakhove
- Velyka Novossilka
- Novopavlivka

Sud du Donbass :
- Volnovakha
- Marioupol
  - Bombardements : de l'hôpital
  - du théâtre
  - de l'école d'art
- Pisky
- Vouhledar
  - Pavlivka
- Marïnka
- Contre-offensive de 2023
- Avdiïvka
- Novomykhaïlivka
- Pokrovsk
  - Krasnohorivka
  - Toretsk
- Bombardements :
- Makiïvka
- Donetsk

Campagne du Sud (Mykolaïv, Kherson, Zaporijjia)
- 1re Kherson
- Odessa
- Melitopol
- Mykolaïv
  - Bombardements : à fragmentation
  - du bâtiment administratif
- 1re Berdiansk
- Zaporijjia
- Tchornobaïvka
- Enerhodar
- Voznessensk
- Houliaïpole
- Davydiv Brid
- 2e Berdiansk
- Nova Kakhovka
- 2e Kherson
  - Doudtchany
- Dniepr
- Tchoulakivka
- Contre-offensive de 2023
  - Robotyne

Frappes aériennes dans l'Ouest et le Centre de l'Ukraine
- Lviv (02/2022)
- Vinnytsia (03/2022)
- Yavoriv (03/2022)
- Deliatyne (03/2022)
- Dnipro
- Rivne

Guerre navale
- Île des Serpents (02/2022)
- Moskva (04/2022)

Attaques en Crimée
- Novofedorivka (08/2022)
- Djankoï (08/2022)
- Pont de Crimée (10/2022)
- Base navale de Sébastopol (10/2022)
- Pont de Crimée (07/2023)
- Base navale de Sébastopol (09/2023)

Débordement
- Aéroport de Millerovo
- Sabotages en Russie
- Attaques en Transnistrie
- Sabotage des gazoducs Nord Stream
- Terrain d'entraînement militaire de Soloti
- Explosions en Pologne
- Bases aériennes de Dyagilevo et Engels-2
- Base aérienne de Minsk-Matchoulichtchi
- Crise russo-moldave de 2023
  - Accusations de tentative de coup d'État en Moldavie
- Incident de drone de 2023 en mer Noire
- Rébellion du groupe Wagner

Massacres
- Tchernihiv
- Boutcha
- Borodianka
- Olenivka
- Izioum

L'offensive du nord de l'Ukraine est un théâtre militaire lors de l'invasion de l'Ukraine par la Russie de 2022 pour le contrôle de la partie nord-est du territoire ukrainien, frontalière avec la Russie.
Les Forces armées russes pénètrent dans l'oblast de Soumy dès le premier jour de l'invasion, le 24 février 2022. Des combats ont lieu notamment pour le contrôle des deux principales villes de l'oblast lors de la bataille de Konotop et la bataille de Soumy, défendues par les Forces armées ukrainiennes. Début mars 2022, une partie des forces russes poursuit l'offensive vers l'ouest, dans le but apparent de rejoindre l'offensive de Kiev, qui a été fortement ralentie par la résistance ukrainienne et n'est pas parvenue à prendre le contrôle de la capitale.
Le 4 avril 2022, les autorités ukrainiennes affirment que les troupes russes se sont pour la plupart retirées de l'oblast de Soumy et n'occupent plus de villes ou de villages dans cette région. Plus tard dans la soirée, les autorités ukrainiennes ajoutent que les forces russes ont également quitté de l'oblast de Tchernihiv, information qui sera confirmée par le Pentagone le 6 avril. Comme pour l'offensive de Kiev, l’objectif de ce « retrait rapide » des troupes russes de ces régions du nord-Est de l’Ukraine, est un redéploiement de ces soldats vers l’est et le sud, estime le gouvernement ukrainien.

## Ordre de bataille

### Russie
District militaire central
- Forces terrestres russes
  -  2e armée combinée de la Garde (depuis l'oblast de Soumy)
    -  15e brigade de fusiliers motorisés de la Garde
    -  21e brigade de fusiliers motorisés de la Garde
    - 30e brigade de fusiliers motorisés de la Garde
    - 385e brigade d'artillerie de la Garde

  -  41e armée combinée (depuis l'oblast de Tchernihiv)
    -  90e division de chars de la Garde
      - 6e régiment de chars de la Garde
      - 80e régiment de chars de la Garde
      - 239e régiment de chars de la Garde
      - 228e régiment de fusiliers motorisés
      - 400e régiment d'artillerie automoteur
      - 288e bataillon de missiles antiaériens
      - 30e bataillon de reconnaissance
      - 1122e bataillon de soutien

    -  35e brigade de fusiliers motorisés de la Garde
    -  55e brigade de fusiliers motorisés de montagne
    -  74e brigade de fusiliers motorisés de la Garde
    -  120e brigade d'artillerie

 District militaire ouest
- Forces terrestres russes
  -  1re armée de chars de la Garde
    -  2e division de fusiliers motorisés de la Garde
      - 1er régiment de fusiliers motorisés
      - 15e régiment de fusiliers motorisés
      - 1er régiment de chars de la Garde
      - 147e régiment d'artillerie automoteur
      - 1117e régiment de missiles anti-aériens

    -  4e division de chars
      - 12e régiment de chars de la Garde
      - 13e régiment de chars
      - 423e régiment de fusiliers motorisés
      - 275e régiment d'artillerie automoteur

    - 47e division de chars
      - 26e régiment de chars

    -  27e brigade de fusiliers motorisé
    - 60e brigade de contrôle
    -  288e brigade d'artillerie
    -  96e brigade séparée de reconnaissance

 Forces aériennes russes
- 14e armée de l'air et de défense aérienne
  - 21e division d'aviation mixte
    - 2e régiment d'aviation mixte

### Ukraine
Forces armées ukrainiennes :
- Armée de terre ukrainienne
  -  1re brigade de chars
  -  27e brigade d'artillerie à roquettes
  -  58e brigade motorisée
  -  91e régiment de soutien opérationnel
  -  93e brigade mécanisée
  -  1039e régiment de missiles anti-aériens
- Forces d'assaut aérien ukrainiennes
  -  81e brigade aéromobile
    -  5e bataillon de groupement tactique
- Force de défense territoriale
  -  116e brigade de défense territoriale (Poltava)
  -  117e brigade de défense territoriale (Sumy)
  -  119e brigade de défense territoriale (Tchernihiv)
- Force aérienne ukrainienne
  -  156e régiment de missiles anti-aérien
  -  831e brigade d'aviation tactique

 Ministère de l'Intérieur :
- Police nationale
  -  Patrouille de police spéciale
    -  Régiment Tchernihiv

  -  Police de Tchernihiv
  -  Police de Soumy
- Service national des gardes-frontières d'Ukraine
  -  5e détachement frontalier "Soumy"
  -  105e détachement frontalier "Tchernihiv"

 Corps des volontaires ukrainiens
- 17e Sotnya
- 20e Sotnya
- 22e Sotnya

## Déroulement

### Février
Le 24 février 2022, les Forces armées russes franchissent la frontière entre la Russie et l'Ukraine et pénètrent dans l'oblast de Soumy et de Tchernihiv. La 41e armée combinée se lance à partir de la Biélorussie en direction de Tchernihiv pour rejoindre la capitale par le nord-est. La 2e armée combinée de la Garde attaque le nord de l'oblast de Soumy en direction de Konotop afin d'atteindre Kiev par l'est. La 1re armée de chars de la Garde s'élance depuis l'oblast de Koursk vers la ville de Soumy. De premiers combats contre l'armée ukrainienne ont lieu dans la région,. L'offensive du nord-est de l'Ukraine décrit une poussée majeure des Forces armées russes sur le territoire des oblasts et de leurs capitales administratives — Tchernihiv et Soumy. Ils rencontrent une féroce résistance ukrainienne, débutant ainsi la bataille de Kharkiv. Un missile russe frappe la base aérienne de Tchouhouïv, qui abrite des drones Bayraktar TB2. Selon les informations de l'OSINT, l'attaque endommage les zones de stockage de carburant et les infrastructures. La défense ukrainienne est considérée comme faible, seulement trois brigades régulières complètes dans les trois oblasts de Tchernihiv, Soumy et Poltava : la 1re brigade de chars stationnée devant Tchernihiv, la 27e brigade d'artillerie aux alentours de Soumy, la 58e brigade motorisée dispersées. Ils seront ensuite renforcés et la 93e brigade mécanisée entre Sumy et Kharkiv. 
Le 25 février à 01 h 39, les forces russes se retirent de la ville de Soumy (située à 35 kilomètres de la frontière russe) après un intense affrontement urbain entre les défenseurs ukrainiens des forces territoriales, de la 81e brigade aéromobile et les forces russes. Selon des sources ukrainiennes, plus de 100 chars russes ont été détruits et des dizaines de soldats capturés. Au même moment, l'Ukraine perd le contrôle de la deuxième ville de l'oblast, Konotop (située à 90 kilomètres de la frontière russe),. Des missiles BM-27 Uragan frappent une école à Okhtyrka, tuant un garde et blessant un nombre indéterminé d'enfants et un enseignant. Cependant, les forces ukrainiennes opposent une forte résistance, forçant les Russes à battre en retraite. De violents combats se poursuivent dans la périphérie nord de Kharkiv, en particulier dans le village de Tsyrkuny.
Des affrontements ont lieu à Soumy pendant la journée du 26 février entre les forces russes et les Forces de défense territoriales. Les forces russes réussissent à capturer la moitié de la ville pendant la journée, avant que les forces ukrainiennes ne repoussent les assaillants. Dmytro Jyvytsky, le gouverneur de l'oblast de Soumy, déclare que six civils ont été tués et 55 blessés dans les bombardements russes sur Okhtyrka. Les forces russes à l'ouest de Soumy avancent vers l'ouest dans la nuit et annoncent se trouver à 150 kilomètres de Kiev. Le gouverneur de l'oblast de Kharkiv, Oleh Syniehoubov (d) , annonce un couvre-feu à Kharkiv alors que la ville se trouve toujours sous contrôle ukrainien.
Un certain nombre de véhicules russes avancent vers Soumy depuis l'est le 27 février, tandis que deux femmes ont été tuées autour de l'aéroport de Soumy. Au petit matin à Kharkiv, un gazoduc est détruit par les forces russes. Des véhicules légers russes font irruption dans la ville, la moitié d'entre eux seront détruits par les forces ukrainiennes lors des combats qui suivront. Dans l'après-midi, des responsables ukrainiens annoncent que Kharkiv est toujours sous contrôle ukrainien malgré l'attaque nocturne des forces russes,. Hennadiy Matsegora, le maire de Koupiansk, accepte de céder le contrôle de la ville aux forces russes, accusant les forces ukrainiennes de l'avoir abandonné lors du début de l'invasion. Il sera accusé de trahison par la procureure générale ukrainienne Iryna Venediktova.
Le 28 février, les forces russes bombardent et détruisent un dépôt pétrolier à Okhtyrka. Plus de 70 soldats ukrainiens ont été tués par une bombe thermobarique ayant visé la base aérienne d'Okhtyrka. Kharkiv est bombardé par des armes à sous-munitions, tuant 9 civils et en blessant 37 autres. En raison de la nature aveugle de ces armes utilisées dans des zones densément peuplées, Human Rights Watch a décrit ces frappes comme un possible crime de guerre russe.

### Mars
Les parachutistes russes atterrissent à Kharkiv tôt le matin et sont confrontés aux forces ukrainiennes. Des affrontements ont également lieu près d'un hôpital militaire de la ville. Le chef de la police de la région de Kharkiv, Volodymyr Timochko, déclare plus tard la situation sous contrôle. Selon le Conseil territorial de Krouty, près de 200 soldats russes ont été tués lors d'affrontements avec les forces armées ukrainiennes et les forces de défense territoriales lors d'escarmouches à Krouty, dans l'oblast de Tchernihiv. Ce jour-là, les forces russes prennent Trostianets à 01 h 03 du matin, détruisant apparemment la porte de la cour ronde et une galerie d'art.
Le 3 mars, une frappe aérienne russe sur la centrale électrique locale le 3 mars coupe l'approvisionnement en électricité et en chauffage dans la ville d'Okhtyrka. Cinq personnes ont été blessées lors de bombardements sur les bâtiments de la 27e brigade d'artillerie et du département militaire de l'université d'État de Soumy. Ce jour-là, la Russie affirme avoir conquis Balakliia.

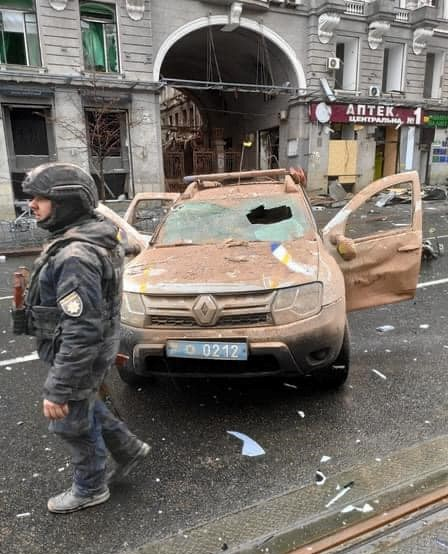
Membre de la police de Kharkiv après des attaques russes le 4 mars.

Dans une évaluation de la campagne du 4 mars, Frederick Kagan a écrit que « l'axe de Sumy est actuellement la voie d'avance russe la plus réussie et la plus dangereuse sur Kiev ». Il a noté que la géographie favorisait les avancées mécanisées car le terrain « est plat et peu peuplé, offrant peu de bonnes positions défensives ».
Les forces ukrainiennes lancent une contre-attaque dans l'oblast de Kharkiv, repoussant les forces russes avançant de l'oblast de Soumy au-delà de la frontière de l'État.
Le 7 mars, l'Ukraine affirme avoir repris Tchouhouïv près de Kharkiv lors d'une contre-attaque dans la nuit et aurait tué deux commandants russes : Dmitry Safronov, commandant de la 61e brigade d'infanterie navale, et le lieutenant-colonel Denis Glebov, commandant adjoint de la 11e brigade d'assaut aérien de la Garde. Au cours de la journée, l'Ukraine affirme également avoir tué le major-général russe Vitali Guerassimov, et plusieurs autres officiers supérieurs de l'armée russe lors d'une bataille près de Kharkiv.
Le lendemain, l'Ukraine déclare avoir repoussé une attaque des forces russes contre Izioum. La première évacuation de civils dans le cadre d'un accord entre l'Ukraine et la Russie a lieu dans la journée, les habitants étant évacués de Soumy.
Selon Lyudmyla Denisova, commissaire aux droits de l'homme en Ukraine, quatre civils ont été tués lorsqu'un obus a touché leur maison pendant la nuit du 9 mars dans le village de Slobozhanske, situé dans le raïon d'Izioum. À Velyka Pyssarivka, trois civils ont été tués à la suite de bombardements russes selon Dmytro Jyvytsky.
Un haut responsable du département américain de la Défense affirme le 10 mars que Tchernihiv est désormais « isolée ». Vers 01 h 30 du matin, des frappes aériennes russes ont détruit un gazoduc à Okhtyrka. Selon le gouverneur Jyvytsky, les bombardements russes sur le territoire de l'ancienne usine d'Elektrobutprilad à Trostianets ont tué trois civils. À 14 h 20, les forces russes bombardent la ville de Nijyn à l'aide de BM-27 Uragan, tuant deux civils.
Le 11 mars, deux civils ont été tués dans la nuit lors de bombardements russes dans le village de Kerdylivshchyna dans l'oblast de Soumy. Les forces ukrainiennes affirment plus tard avoir repris deux véhicules blindés de transport de troupes et cinq localités dans l'oblast de Tchernihiv au cours de la journée, dont Baklanova Muravika. Les bombardements russes sur Derhatchi pendant la journée ont tué trois civils.
L'Institut pour l'étude de la guerre déclare le 12 mars qu'il est probable que les contre-attaques des forces de Défense territoriales menacent la longue ligne de communication de la Russie de ce théâtre. Ce jour-là, les forces ukrainiennes reprennent deux autres localités dans l'oblast de Tchernihiv, stoppant ainsi l'avance russe vers Kiev.
Le 14 mars, deux civils ont été tués dans des bombardements russes ayant visé des maisons à Kharkiv. Un enfant est tué par des bombes tombées sur un jardin d'enfants à Tchouhouïv.
Le 20 mars, il a été signalé que des soldats russes avaient pris la ville de Chostka après 3 semaines et demie de bataille.
Le 31 mars, après plusieurs semaines d'attaques et un mois de siège, les forces ukrainiennes réussissent à briser l'encerclement de Tchernihiv en reprenant une route principale reliant Kiev à la capitale régionale.
Le 17 mars, au moins 21 personnes ont été tuées à la suite de bombardements russes à Merefa. Pendant la journée, Izioum est prise en grande partie par les forces russes, tandis que les combats se poursuivent.
La Russie déclare qu'au matin du 24 mars, la ville d'Izioum est complètement sous le contrôle de ses unités. Cette affirmation est démentie par l'Ukraine, déclarant la poursuite des combats. Le même jour, un député du conseil municipal déclare à CNN que les Russes contrôlent le secteur nord de la ville tandis que la partie sud-est toujours contrôlée par les Ukrainiens ; les forces russes tentant de les encercler.
Le 31 mars, après plusieurs semaines d'attaques et un mois de siège, les forces ukrainiennes réussissent à briser l'encerclement de Tchernihiv en reprenant une route principale reliant Kiev à la capitale régionale.

### Avril
Le 1er avril, les forces russes conquièrent totalement Izioum après une longue période de combats,. Selon les autorités locales, 80% des bâtiments résidentiels de la ville ont été détruits lors de la bataille.
Le 4 avril, le gouverneur Jyvytsky déclare que les troupes russes n'occupent plus de villes ou de villages dans l'oblast de Soumy et se sont, pour la plupart, repliées, tandis que les troupes ukrainiennes s'efforcent de repousser les unités restantes. Selon le gouverneur Vyacheslav Chaus, l'armée russe s'est retirée de la capitale régionale de Tchernihiv, tandis que « certaines troupes » demeurent dans la province. Les forces russes auraient posé des mines dans de nombreuses zones avant leur retrait.
Le 6 avril, le Pentagone confirme que l'armée russe a quitté l'oblast de Tchernihiv, tandis que l'oblast de Soumy demeure toujours contesté.
Finalement, le 8 avril, le gouverneur Zhyvytsky annonce que toutes les troupes russes ont quitté l'oblast de Soumy, ajoutant que le territoire de la région demeure toujours dangereux en raison de munitions non explosées et d'autres explosifs laissés par les troupes russes.
Le 10 avril, des images satellite montrent un convoi militaire russe de 13 km de long se déplaçant vers le sud à travers la ville de Velykyï Bourlouk, dans l'est de l'Ukraine, vers Kharkiv.
À partir du 18 avril les Russes réduisent progressivement leurs forces dans l’agglomération de Kharkov pour allouer plus de troupes à l'assaut d'Izioum et du Donbass, les Ukrainiens libèrent 3 villages à l'est de la ville,. Entre le 19 avril et fin avril les Russes tentent de percer les défenses Ukrainiennes dans la ville de Barvinkove. Avec le retrait de certaines troupes Russes les forces Ukrainiennes entreprennent une contre-offensive au nord de la ville de Kharkov. À partir du 30 avril Ils réussissent à avancer chaque jour en prenant quelques villages au nord de la ville, moyennant des pertes assez importantes dans certaines unités, notamment lors de la reprise de Rouska Lozova,.

### Mai
Le 3 mai, la ville de Staryï Saltiv est reprise. Entre le 5 et le 6 mai, les Ukrainiens reprennent une dizaine de villages et les Russes sont presque hors de portée d'artillerie de la ville de Kharkov. Le 7 mai, les Russes détruisent un certain nombre de ponts dans la région de Kharkov pour ralentir l'avancée des Ukrainiens.
À partir du 8 mai, les Russes rassemblent des troupes à Belgorod pour aller renforcer le front de Kharkiv. Les Ukrainiens continuent de pousser leur contre-attaque, leur objectif étant d'atteindre la frontière d'avant-guerre. Cette contre-attaque atteint son apogée le 11 mai avec les troupes ukrainiennes qui sont à une dizaine de km de la frontière,. Le 15 mai des soldats ukrainiens postent une vidéo sur internet qui prouverait que leur unité a atteint la frontière mais cette vidéo sera par la suite démystifiée. Selon un général ukrainien, l'armée ukrainienne aurait libéré 23 municipalités entre le 5 et le 18 mai.